# Federal funds rate
De federal funds rate is het belangrijkste officiële rentetarief van de Verenigde Staten.

## Vaststelling
Het tarief wordt bepaald door het Federal Open Market Committee (FOMC), het beleidsbepalend orgaan van de Amerikaanse centrale bank, de Federal Reserve. De rente is de vergoeding die Amerikaanse banken in rekening brengen om Federal Funds 'overnight' aan elkaar te lenen. De Federal Funds zijn de verplichte reserves die banken aanhouden bij de Federal Reserve. Dit systeem zorgt ervoor dat banken die voldoende reserves bij de Federal Reserve hebben deze kunnen uitlenen aan banken met een tekort aan reserves.

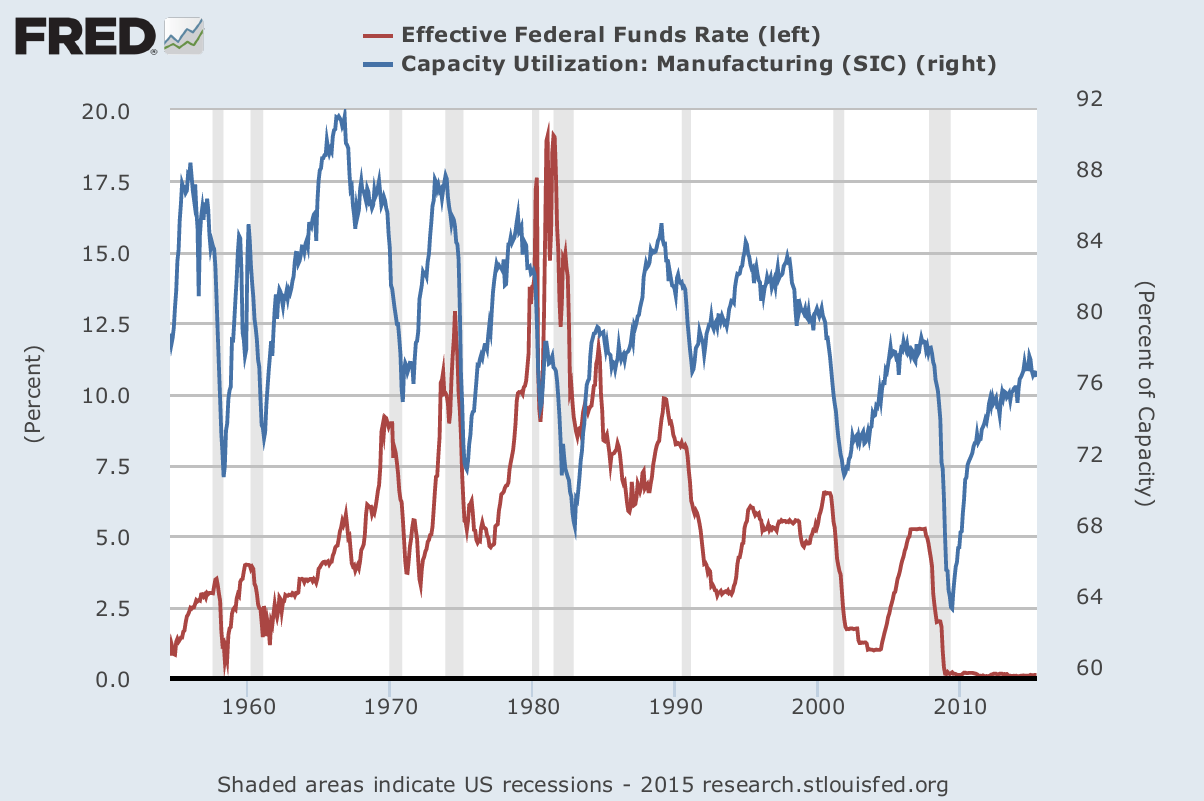
De Federal funds rate (rood) en capaciteitsbenutting van de Amerikaanse industrie (blauw)

De FOMC stelt de gewenste hoogte van de federal funds rate vast. Het niveau wordt bepaald aan de hand van de economische situatie en de inflatie in het land en de verwachtingen ten aanzien van beiden. Om de rente daadwerkelijk op het gewenste niveau te krijgen verricht de bank zogenaamde open market operations. De Federal Reserve koopt of verkoopt effecten, vooral Amerikaanse staatsobligaties, in de markt waardoor de hoeveelheid geld in omloop groter of kleiner wordt. Deze transacties zorgen ervoor dat de rente daalt of stijgt naar het gewenste niveau.
De federal funds rate is een belangrijke rente en de hoogte en richting wordt snel gevolgd in andere rentetarieven die banken elkaar of aan klanten in rekening brengen. Bij een verlaging van de federal funds rate zullen rentetarieven dalen waardoor er meer geleend zal worden waarmee consumptieve uitgaven en bedrijfinvesteringen worden gefinancierd. Dit leidt tot meer economische activiteiten en een hoge capaciteitsbenutting. Een rentestijging zal de economische activiteiten juist doen verminderen.

## Verloop
In de grafiek hieronder staat het verloop van de federal funds rate sinds 1954. Het FOMC komt ongeveer acht keer per jaar bijeen en kan dan besluiten de hoogte van de federal funds rate aan te passen of gelijk te houden. Begin 80’er jaren bereikte de federal funds rate een hoogtepunt van bijna 20%. De Amerikaanse economie was oververhit en de inflatie lag veel hoger dan gewenst. Door de rate snel op te laten lopen werd de kredietverlening beperkt en de economie koelde af waardoor een zekere normalisatie van de federal funds rate mogelijk werd.
De kredietcrisis leidde juist tot een omgekeerde rente aanpassing. In september 2007 werd de rente verlaagd van 5,25% naar 4,75% en in volgende FOMC bijeenkomsten werd de federal funds rate in negen stappen verlaagd tot 0-0,25% in december 2008. Pas zeven jaar later, op 17 december 2015, werd de rente weer voor het eerst een klein beetje verhoogd naar 0,25-0,50%. De rente werd in kleine stapjes verhoogd en bereikte in januari 2019 een tijdelijk hoogtepunt van 2,4%. Medio 2019 werd een lichte daling ingezet, maar bij het uitbreken van de coronapandemie werd de rente snel naar bijna nul teruggebracht.

Federal funds rate vanaf 1954